# 288 Glauke

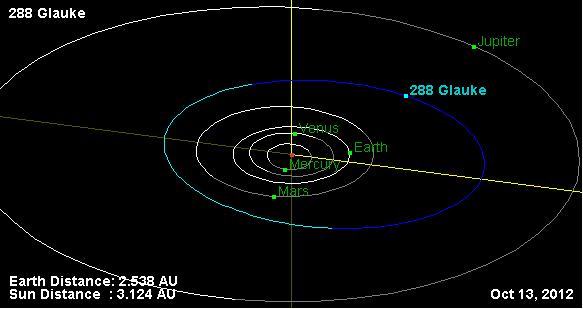
Órbita de 288 Glauke.

Glauke (asteroide 288) é um asteroide da cintura principal com um diâmetro de 32,21 quilómetros, a 2,1762829 UA. Possui uma excentricidade de 0,2101927 e um período orbital de 1 670,63 dias (4,58 anos).
Glauke tem uma velocidade orbital média de 17,94302358 km/s e uma inclinação de 4,32933º.
Este asteroide foi descoberto em 20 de Fevereiro de 1890 por Robert Luther.